# Perdiu del Dulit
La perdiu del Dulit (Rhizothera dulitensis) és una espècie d'ocell de la família dels fasiànids (Phasianidae) endèmic d'algunes muntanyes de l'illa de Borneo. S'ha considerat coespecífic de la perdiu becllarga.